# Conrad Stanton Babcock mlajši
Conrad Stanton Babcock mlajši, ameriški jahač in general, * 12. januar 1904, † 10. marec 1979.
Babcock, sin brigadnega generala Conrada S. Babcocka, je bil jahač na poletnih olimpijskih igrah 1936; na igrah je osvojil 23. mesto v individualni kategoriji in 9. mesto v moštveni kategoriji.

## Življenjepis
Leta 1921 je vstopil v Vojaško akademijo ZDA, kjer je leta 1925 tudi diplomiral in postal drugi poročnik v konjenici. Sprva je bil dodeljen 11. konjeniškemu polku, kjer se je izkazal kot jahač in bil posledično dodeljen nacionalni reprezentanci ZDA za olimpijske igre leta 1936.
Podiplomski študij je opravil na Inštitutu za daljnovzhodne študije, nakar pa je bil za štiri leta poslan v Tokio kot uradni prevajalec in pomočnik vojaškega atašeja. Ob izbruhu druge svetovne vojne je bil z drugimi ameriškimi diplomati interniran; diplomati so bili junija 1942 vrnjeni v ZDA. Tam je ostal nekaj časa, nato pa bil za eno leto poslan v štab Douglasa MacArthurja, kjer je bil izvršni obveščevalni častnik (G-2), nato pa je postal glavni načrtovalec Kopenske vojske ZDA v Komiteju skupnih vojnih načrtov (Joint War Plans Committee) v sestavi Združenega štaba Oboroženih sil ZDA (Joint Chiefs of Staff). Leta 1945 je bil dodeljen 3. marinski diviziji, s katero se je udeležil bitke za Okinavo, med katero je bil ranjen; do konca vojne je bil v okrevanju. 
Po vojni je postal član Daljnovzhodne komisije, mednarodnega organa za okupacijo Japonske. V letih 1947–1948 je bil tudi poveljnik 7. konjeniškega polka, ki je bil del okupacijskih sil na Japonskem, in v letih 1949–1950 je bil namestnik načelnika štaba generala MacArthurja. Pozneje je postal predstavnik Oddelka za obrambo (Defense Department) pri glavnemu ameriškemu pogajalcu Johnu Dullesu, ki je bil odgovoren za pogajanja z vsemi državami, ki so bila v vojni z Japonsko. Po podpisu sanfranciške mirovne pogodbe leta 1951 je zaključil svojo kariero na Japonskem; imenovan je bil za vojaškega in političnega svetovalca stalnega predstavnika ZDA pri OZN. 
Potem ko je bil leta 1954 povišan v čin brigadnega generala (isti čin, kot sta ga imela njegov oče in stari oče), je bil poslan v Korejo kot namestnik poveljnika 7. pehotne divizije. Istega leta se je vrnil nazaj v ZDA, saj je bil dodeljen Državnemu oddelku (State Department), kjer je postal svetovalec Misije ZDA pri OZN in namestnik Henryja C. Lodga, vodje misije. Leta 1955 je bil poslan v Nemčijo, kjer je postal namestnik poveljnika 2. oklepne divizije. Naslednje leto je bil povišan v generalmajorja in postal poveljnik divizije; na tem položaju je ostal do leta 1957, ko je postal načelnik Vojaške podporno-svetovalne skupine (U.S. Military Assistance Advisory Group) v Parizu. Tu je ostal dve leti, nato pa je leta 1959 prevzel poveljstvo 8. korpusa; zaradi predhodnega sodelovanja s Francozi ga je predsednik Francije Charles de Gaulle zaprosil, da je bil njegov pribočnik med obiskom ZDA. Naslednje leto (1960) je direktor Razvojne ekipe skupnega orožja (Mutual Weapons Development Team), ameriške misije pri Natu v Parizu; na tem položaju je ostal skoraj vse do upokojitve julija 1961. 
Po končanju vojaške kariere je sprejel mesto višjega analitika programa obrambnega ocenjevanja v sklopu Stanfordskega raziskovalnega inštituta (Stanford Research Institute), današnji SRI International. Pozneje je bil direktor oddelka operativne tehnologije in pomočnik predsednika SRI. 